# 九八澄海空戰
九八澄海空戰發生於1958年9月8日（民國47年9月8日），地點位於廣東省汕頭市上空、汕頭市外海，為金門八二三炮戰期間的台海空战之一，國軍在此次空戰擊潰解放軍。

## 戰役經過
1958年9月8日（民國47年9月8日），中華民國空軍第五大隊12架F-86戰鬥機分為三隊，每隊4架。
第一分隊以李忠立少校為指揮，掩護第六大隊照相偵查中隊2架RF-84，飛往位於廣東省汕頭市澄海區的澄海解放军機場上空拍照。第一中隊於10:05由桃園空軍基地起飛，與2架RF-84會合，10:55抵達澄海機場，遭到解放军炮擊，仍完成拍照任務，同時據報解放军飛機由福建省龍溪縣起飛。11:00再至汕頭港拍照，11:05完成任務，通知僚機（第一分隊）返航，同時2架RF-84飛機遭遇解放军战机，利用雲層掩護並變更行道返回，11:45抵達桃園基地。
第二、三分隊負責策應與誘敵，11:05在廣東省南澳縣附近進行制空任務，接應偵照機返航時，馬公CRC（戰管中心）通知，國軍空軍後方稍高8浬處有8架解放军战机，其正後方上空另有4架解放军战机，共12架。國軍空軍領隊下令第一分隊掩護偵照機返航，第二、三分隊左轉迎敵。
第二、三分隊與解放军战机機隊距離逐漸接近，解放军战机朝國軍戰機發射機砲，未擊中。第二、三分隊以剪形動作，分別繞到解放军战机機隊後方，取得後方佔位優勢。國軍余鍾禔少校朝解放军軍機開火，第一發即擊落一架解放军軍機。解放军战机機隊隨即分散為小隊或單機，國軍機隊乘機追擊，接連擊落三架解放军战机。第三分隊梁金中中尉因追擊解放军战机，脫離編隊，經回報後奉命撤離戰場，由CRC引導返航。